# Albert Rohmer
 (septembre 2015).
Pour les articles homonymes, voir Rohmer.
Albert Rohmer, né le 27 décembre 1913 à Huttenheim et mort le 14 juillet 2006 à Strasbourg, est un professeur de pédiatrie français, résistant déporté au camp de concentration de Neuengamme.

## Biographie

### Résistance et déportation
Pédiatre de formation, tout comme l'était son oncle, Paul Rohmer (1876-1977), Albert Rohmer exerce en 1943 comme chef de clinique à Clermont-Ferrand lorsqu'il est recruté dans la Résistance par un de ses confrères. Servant d'abord de « boîte au lettres », on lui propose d'utiliser par la suite ses compétences de médecin au sein du M.U.R. pour la région Auvergne.
Le 8 mars 1944, un attentat majeur secoue Clermont-Ferrand. Une rafle s'ensuit dans le milieu universitaire strasbourgeois replié en Auvergne. Dénoncé par le directeur de l'Hôtel-Dieu — lequel sera fusillé à la Libération — Albert Rohmer est arrêté par la Gestapo, puis est envoyé à la prison du 92e R.I. de Clermont-Ferrand avec le professeur Fred Vlès. Trois mois plus tard, il est déporté à Neuengamme après avoir transité par Compiègne. À son arrivée le 18 juillet 1944, on lui attribua le matricule 37037, puis on l'envoya comme (déporté-)responsable de l'infirmerie du kommando de Helmstedt dépendant de Neuengamme.
Après trois semaines dans cette infirmerie, le commandement nazi du camp lui ordonna d'euthanasier des déportés fiévreux en masse. Le docteur Rohmer refusa fermement d'obéir, en conséquence de quoi il est condamné à la potence. Prévue le lendemain, cette mise à mort est cependant commuée au dernier moment en raison du manque important de main-d'œuvre. « Cassé », il terminera la guerre dans la mine de sel de « Schacht-Marie (de) » comme simple triangle rouge. 
Reçu par le général James M. Gavin le 3 mai 1945 en compagnie de David Rousset, Albert Rohmer ne sera rapatrié que le 1er juin 1945 à Paris en raison de son état de santé. Il fera d'ailleurs la une des journaux car il sera choisi pour incarner le millionième Français rapatrié ancien prisonnier de guerre en compagnie de Jules Garron.

### L'après-guerre
À son retour de déportation, il retrouva ses fonctions de chef de clinique infantile de Strasbourg. De 1946 à 1951, il fut le directeur du Centre interdépartemental d'éducation sanitaire du Haut-Rhin, Bas-Rhin et de la Moselle ; tandis qu'en 1966, il fut nommé Professeur de pédiatrie à la faculté de médecine de Strasbourg (fonction qu'il occupa jusqu'en 1982, moment où il prit sa retraite).

### Décorations
- Officier de la Légion d'honneur (officier en 1982, chevalier en 1948)
- Croix de guerre 1939–1945 avec palme
- Médaille de la Résistance française.(1947[2])

Ainsi que de plusieurs autres décorations civiles et militaires.

### Note
- Albert Rohmer a servi de modèle pour le personnage d'Albert, médecin français déporté qui fut affecté à une infirmerie d'un camp de concentration avant d'être cassé par les kapos, dans le livre Les Jours de notre mort par David Rousset, 1947,  (ISBN 2-01-279266-9), livre écrit sous la forme d'un roman mais basé sur des témoignages de rescapés.